# 京橋 (松江市)

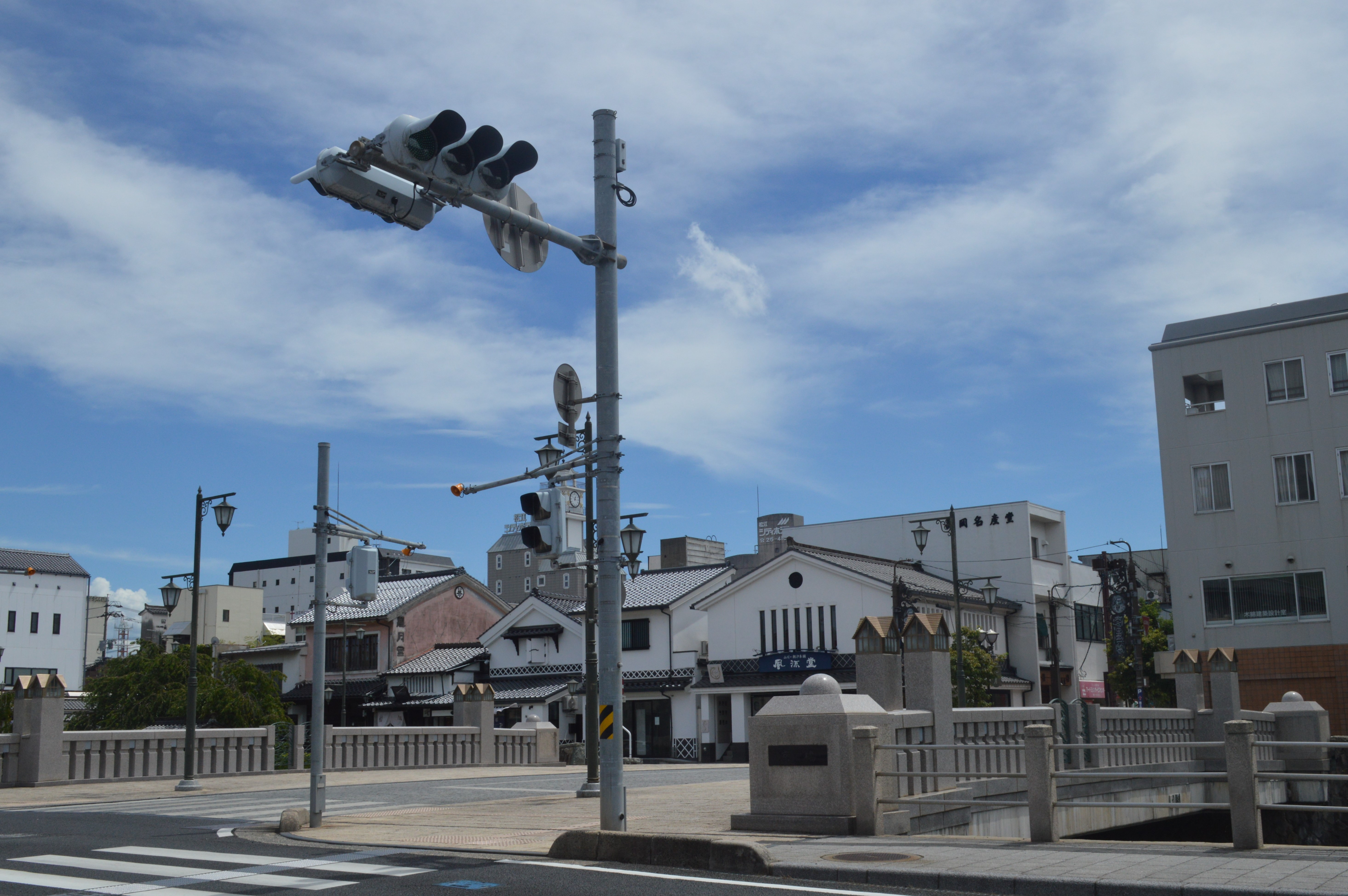
京橋（北西側から）

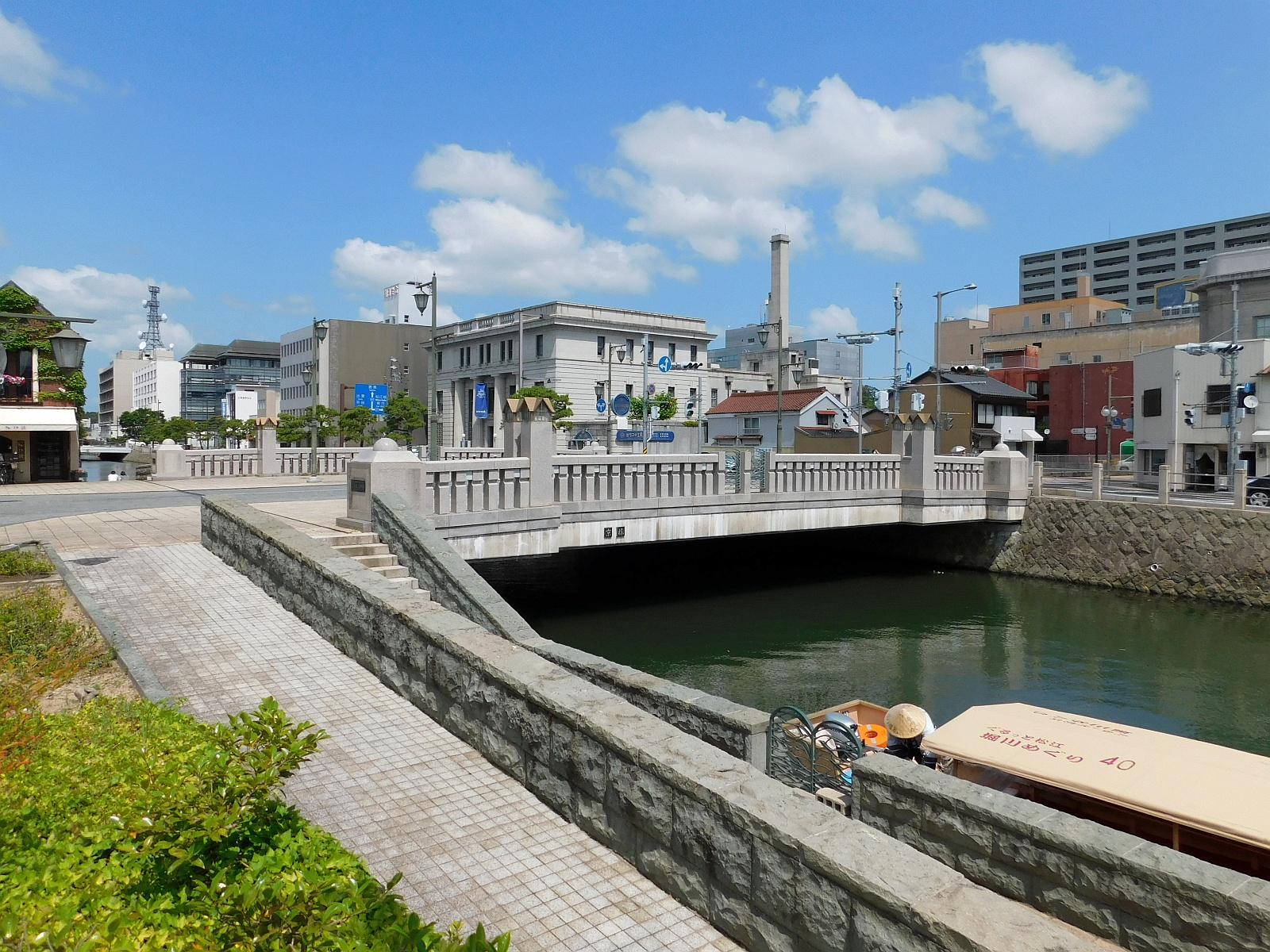
京橋（南東側から）

京橋（きょうばし）は、島根県松江市の京橋川に架かる道路橋。

## 概要

### 概説
京橋川は松江市の市街地を東西に流れる川で松江城の南側に位置し、松江堀川（京橋川、北田川、四十間堀川、北堀川、城山西堀川、上追子川、準用河川 田町川、米子川、城山内堀川）を構成している 。四十間堀川分流点から朝酌川合流点（京橋川水門完成）までの約2.6キロメートルで川幅23 - 26メートル。1997年（平成9年） 7月に運用開始の堀川遊覧船の区間にあり、堀川めぐりカラコロ広場（京店）乗船場が近い。橋は、国道431号沿いの松江市殿町ごうぎんカラコロ美術館付近から南方向に京店商店街にかかる。

### 松江堀川
1611年（慶長16年）堀尾吉晴による松江城築城に際し、内堀と外堀の水路としてつくられ、北田川・京橋川・四十間堀川・北堀川・城山西堀川・米子川・田町川・上追子川の8つで構成されている 。

## 諸元
- 道路種別：市道
- 路線名：京店1号橋[3]
- 架設年：1996年（平成8年）
- 橋種：PC橋（プレストレストコンクリート）
- 橋長：22メートル

## 周辺
- 松江城
- 島根県庁
- 島根県民会館
- ごうぎんカラコロ美術館（旧山陰合同銀行北支店）[4]
- カラコロ工房（旧日本銀行松江支店）[5][6]
- かげやま呉服店（旧第三国立銀行松江支店）[7]
- 堀川めぐりカラコロ広場（京店）乗船場[8]

## アクセス

### 鉄道
- JR山陰本線 松江駅から北に約1.4キロメートル、徒歩で約17分。

### 自動車
- 松江駅から県道21号、国道431号で約5分。